# 登戸浦
「登戸浦」（のぼとうら、のぶとうら）は、葛飾北斎の名所浮世絵揃物『冨嶽三十六景』全46図中の1図。落款は「前北斎為一筆」とある。

## 概要
登戸浦はかつて千葉県千葉市中央区に存在した入江で、江戸時代には交通の要衝として繁栄していた。作品内には大小相似の鳥居が描かれ、潮干狩りに興じる家族の姿や仕事に励む漁師の姿が描かれている。この鳥居は登渡神社のものとする説が通説とされてきたが、海中に鳥居を設けたという記録が残されていないことから、稲毛区にあり、海中に鳥居があったことが記録されている稲毛浅間神社ではないかとする指摘もある。
| 左1997年に重要文化財に指定された『潮干狩図』（1813年）右『千絵の海』「下総登戸」（1830年ごろ）  |  | 左1997年に重要文化財に指定された『潮干狩図』（1813年）右『千絵の海』「下総登戸」（1830年ごろ） |
| 左1997年に重要文化財に指定された『潮干狩図』（1813年） 右『千絵の海』「下総登戸」（1830年ごろ） |  |                                                                                                |

庶民が浅瀬で潮干狩りを楽しむという題材は、北斎が好んで取り上げた画題のひとつであり、『千絵の海』の「下総登戸」や、北斎の作品として初めて重要文化財に指定された肉筆浮世絵『潮干狩図』など多くの作品が残されている。北斎は文化3年（1806年）6月ごろに木更津市近辺の地域を訪れた記録が残されており、その際に見かけた潮干狩りの光景をもとに制作に傾注したのではないかと推察されている。